# PopTop Software
PopTop Software war ein Computerspiele-Entwickler mit Sitz in Fenton bei St. Louis, Missouri.
Das Unternehmen wurde 1993 von Phil Steinmeyer gegründet. Bekanntheit erlangte es durch die 1998 erschienene Wirtschaftssimulation Railroad Tycoon II, dem Nachfolger des als Spieleklassiker geltenden Sid Meier's Railroad Tycoon (1990). Im Juli 2000 wurde PopTop Software, zusammen mit dem bisherigen Publisher Gathering of Developers, von Take 2 Interactive aufgekauft.
Mit der satirischen Wirtschaftssimulation Tropico landete das Unternehmen 2001 einen Überraschungserfolg. Die Entwicklung des Nachfolgers Tropico 2 übernahm jedoch Frog City Software, da PopTop sich auf den dritten Teil der Railroad-Tycoon-Reihe konzentrierte; Railroad Tycoon 3 erschien 2003. Mit dem rundenbasierten Strategiespiel Shattered Union veröffentlichte das Studio 2005 sein letztes Spiel. Anfang Mai 2006 wurde bekannt, dass PopTop Software mit dem ebenfalls zu Take 2 Interactive gehörenden Entwicklerstudio Firaxis zusammengelegt wird.

## Spiele
- Railroad Tycoon II (1998)
- Tropico (2001)
- Tropico: Paradise Island (2002), Erweiterung zu Tropico
- Railroad Tycoon 3 (2003)
- Shattered Union (2005)